# Zoe Anghel Stanca
Zoe Anghel Stanca (20 februarie 1920, Cluj-Napoca - 3 martie 2015, Snagov) a fost o actriță și  regizoare română.

## Filmografie
- Afacerea Protar (1956)
- Vacanță la mare (1963)
- Amintiri din copilărie (1965) - mătușa Măriuca
- Steaua fără nume (1966)
- Răpirea fecioarelor (1968)
- Tinerețe fără bătrînețe (1969)
- Învingătorul (1981)
- Saltimbancii (1981)
- Un saltimbanc la Polul Nord (1982)

## Teatru
La 14 octombrie 1970 a regizat Harap alb la Teatrul Tineretului din Piatra Neamț.
A regizat la Teatrul de Stat din Oradea mai multe spectacole: Vis de dragoste (Vis de secătură) de Mircea Ștefănescu, Arta conversației de Ileana Vulpescu, Coborând dintr-o poveste de Valentin Avrigeanu, Intrigă și iubire de Friedrich Schiller, Pălăria florentină de Eugène Labiche, Noapte albă  de Mircea Bradu.